# Alberto Bernardo
Alberto Bernardo Murcia (Lieja, Bélgica, 14 de septiembre de 1960) es un exfutbolista español que jugaba de centrocampista. Debutó en Primera División con el Real Madrid C. F.

## Trayectoria

### Como jugador
Dio sus primeros pasos en el A. S. Herstal, equipo desde donde dio el salto al Standard Lieja. Antes de llegar a debutar con el Standard, cuando contaba con dieciséis años, viajó a España para incorporarse a las categorías inferiores del Real Madrid C. F. Después de tres años en el equipo de categoría juvenil, fue cedido en un primer momento al C. D. San Fernando de Henares de Tercera División y, posteriormente, al R. S. D. Alcalá de Segunda B. En 1981 regresó al club blanco para formar parte de la plantilla del Castilla C. F., donde jugó dos temporadas en Segunda División. Además, el 11 de abril de 1982 consiguió debutar en Primera División durante un encuentro disputado en el estadio de Castalia ante el C. D. Castellón.
En la campaña 1983-84 quedó incorporado definitivamente al primer equipo del Real Madrid y consiguió jugar un partido de la Copa de la UEFA contra el Sparta de Praga. El 2 de octubre de 1983 anotó el único gol de su carrera en la máxima categoría en una victoria por 6-2 ante el Cádiz C. F. Para la temporada 1984-85 fue cedido al Real Sporting de Gijón, aunque no pudo disputar ningún encuentro con el club asturiano debido a una lesión en el tendón de Aquiles de la que tuvo que ser operado en dos ocasiones. Continuó otra campaña con el Sporting en calidad de cedido antes de pasar a formar parte de las plantillas del C. A. Osasuna, el Real Valladolid Deportivo y el R. C. Recreativo de Huelva. Finalmente, pasó por la U. D. Melilla y el C. D. Mosconia antes de abandonar la práctica del fútbol profesional.

### Como entrenador
En el año 1995, se hizo cargo del equipo juvenil del Revillagigedo Club de Fútbol. Tras una primera temporada difícil en Liga Nacional Juvenil, el equipo estuvo a punto de ascender a División de Honor en su segunda campaña. En la temporada 2004-05 dirigió al Candás C. F. en Regional Preferente y en febrero de 2006 regresó a los juveniles del Revillagigedo. En abril de 2007, fue contratado por el U. D. Gijón Industrial, pero no pudo evitar su caída a Regional Preferente debido al descenso del Real Oviedo a la Tercera División. Continuó al frente del equipo hasta que presentó su dimisión en diciembre de 2007. En 2009 pasó a ocupar el banquillo del equipo juvenil del Astur C. F. en División de Honor.

## Clubes

### Como jugador
| Club                          | País   | Año       |
| ----------------------------- | ------ | --------- |
| C. D. San Fernando de Henares | España | 1979-1980 |
| R. S. D. Alcalá               | España | 1980-1981 |
| Castilla C. F.                | España | 1981-1983 |
| Real Madrid C. F.             | España | 1983-1984 |
| Real Sporting de Gijón        | España | 1984-1986 |
| C. A. Osasuna                 | España | 1986-1987 |
| Real Valladolid Deportivo     | España | 1987-1988 |
| R. C. Recreativo de Huelva    | España | 1988-1989 |
| U. D. Melilla                 | España | 1989-1991 |
| C. D. Mosconia                | España | 1991-1992 |